# ロス疑惑

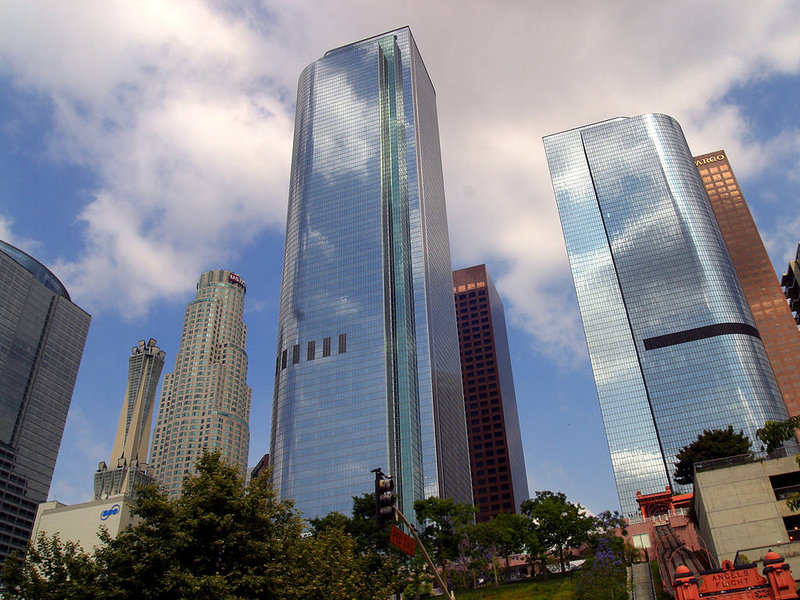
ロサンゼルス中心部

ロス疑惑（ロスぎわく）とは、1981年から1982年にかけて、アメリカ合衆国（米国）ロサンゼルスで起こった銃殺・傷害事件に関して三浦和義にかけられた一連の疑惑。報道の過熱化（被疑者に対する人権侵害）や一事不再理の原則などの問題を投げかけた。
別名ロス事件（ロスじけん）、三浦事件（みうらじけん）、三浦和義事件（みうらかずよしじけん）、疑惑の銃弾事件（ぎわくのじゅうだんじけん）。

## 概説
1981年、米国カリフォルニア州ロサンゼルスで起こった殺人事件に関して、当初被害者の夫と見られていた三浦和義が「保険金殺人の犯人」ではないかと日本国内のマスメディアによって嫌疑がかけられ、過熱した報道合戦となり、結果として劇場型犯罪となった。殺人事件に対する科学的な考察よりも、その男性にまつわる疑惑について盛んに報じられた。
三浦は、2003年に日本で行われた裁判で無期懲役から一転して無罪が確定した。しかし、その後の2008年に米国領土内において、共謀罪でアメリカ警察当局に逮捕され、ロサンゼルスに移送後ロサンゼルス市警の留置施設にて、シャツを用い首をつって自殺した。

## 経緯

### 事件発生
1981年8月31日、輸入雑貨商を営む三浦和義が妻Aとロサンゼルス旅行中、Aが宿泊していたリトル東京のホテルニューオータニの部屋で一人になったとき、「アジア系」の女性が上がり込んできて、Aの頭部を鈍器で殴打、Aは軽症を負う（殴打事件）。
同年11月18日午前11時5分頃（現地時間）、三浦夫妻は、当時滞在していたロサンゼルス市内の駐車場（北緯34度3分34.6秒 西経118度15分5.9秒 / 北緯34.059611度 西経118.251639度）で銃撃事件に遭遇した。2人組の男に銃撃され、Aは頭を撃たれて意識不明の重体。夫の三浦も足を撃たれ負傷した。三浦は「犯人はグリーンの車に乗っていたラテン系の2人組で、1人は長髪を束ねたサングラスの男」と主張していた。
1982年1月、当時「悲劇の夫」としてマスメディアにたびたび登場していた三浦は、米軍の協力を取り付け、Aを日本の病院に移送する際に、Aを乗せた上空の米軍ヘリコプターに対して地上から発炎筒で誘導する場面が印象的に報道されていた。Aはその後日本に移送され、神奈川県伊勢原市にある東海大病院に入院したが、意識が戻ることはなく11月30日に死亡した。三浦は、保険会社3社から計1億5500万円の保険金を受け取った。

### 「疑惑の銃弾」報道
1984年、『週刊文春』が「疑惑の銃弾」というタイトルで、妻に多額の保険金をかけていたことや、現場にいた白い車に全く気づかなかったという三浦の供述などを理由に、「三浦が保険金目当てに仕組んだ事件ではないか」とする内容の連載記事を掲載した。この影響で、日本国内のマスメディアは「三浦犯人説」を強調する報道が目立つようになり、一気に報道が過熱化した。三浦の自宅前には連日テレビのワイドショーや週刊誌、スポーツ新聞などの記者が列をなし、三浦の自宅に不法侵入するマスメディア関係者も出た。また三浦自身も騒動のさなかに週刊誌の人生相談に登場したり、後妻との挙式を上げ、カフェバーをオープンし、名所化されるなど一躍時の人となっている。
1985年、三浦の愛人である日本人の元ポルノ女優Bが、1981年8月のA傷害事件における犯行を産経新聞上で匿名で告白。夕刊紙がBの実名を暴露して、その後は実名報道となる。同年12月には、被害者の父親が、銃撃事件の実行犯逮捕・有罪判決につながる情報提供者に懸賞金1万ドルを支払うことを発表した。

### 日本での審理
マスコミの過剰な報道が続く中、同年9月11日に、警視庁は三浦をA殴打事件での殺人未遂容疑で逮捕。同12日はBも同容疑で逮捕した。その後、三浦は1998年に釈放されるまで、13年間を拘置所で過ごした。殴打事件では、Bに懲役2年6か月、三浦には懲役6年が確定した。有罪判決確定の4か月前に釈放されたが、宮城刑務所に収監され、2年2か月の間服役した。三浦が一連の事件で拘置所・刑務所にいたのは通算16年間であった。
殴打事件公判中の1988年10月20日に、三浦夫妻銃撃事件で殺人共謀犯として三浦とともに実行犯とされたガンマニアでロサンゼルス在住の駐車場経営者Cが銃刀法違反で別件逮捕された（その後、殺人容疑で再逮捕）。
銃撃事件の裁判では、東京地裁はCには犯行当日から前日で現場で目撃された車と似た白い車を「レンタカーの会社を忘れたとして素直に述べず、レンタル契約書の証拠を提示されて認める」など、レンタカーに関して隠したい意図が否定できないとする一方で、犯行で使用された車にはアンテナがついていない可能性が高いが、Cのレンタカーはアンテナがついていた可能性が高いことや、三浦と謀議する機会がほとんどなかったなどの有利な状況証拠が出たため、証拠不十分で殺人罪について無罪（別件の銃刀法違反等では懲役1年6か月の有罪）、三浦には「動機を始めとした様々な状況証拠から、氏名不詳者と殺人の共謀をした」として無期懲役の判決が下った。
三浦は東京高裁に控訴。高裁では殴打事件後に共犯者探しともとれる行動や保険金目的での被害者への加害意思が読み取れること、「グリーンの車で来た2人組に襲われたが現場で確認された白い車に全く気づかなかった」という主張は虚偽供述の可能性が高いとする一方で、実行犯が特定できていないことから証拠不十分で逆転無罪となる。検察は無罪を不服として最高裁に上告するが、2003年3月5日に棄却され、銃撃事件の日本における三浦の無罪が確定した。
しかしこの時点では、すでに事件発生及びマスコミの報道が集中してからすでに20年近くが経過していた上に、当時ほとんどのマスコミが三浦を「犯人」と断定に近いかたちで報じていたため、以前のように大きく報道するマスコミは少なかった。また、3社の保険会社から返還訴訟を起こされる。訴訟では三浦が2社に全面敗訴し8000万円を返還し、1社は三浦と和解した（和解金額は公表されておらず不明）。

### 米国での審理
2008年2月22日に米国自治領である北マリアナ諸島サイパン島において三浦は、現地に出向いていたロサンゼルス市警察の警官に殺人容疑で逮捕された。これは、「ロス疑惑」の捜査が米国では未だ進行中（米国では時効制度は存在するが、殺人に関しては時効は存在しない。また、もともと米国から国外へ逃亡しているのと同様の状況であり、時効があったとしても停止している可能性があった）であり、それに基づいての身柄確保と思われた。
米国捜査当局は、ロサンゼルスへの移送を目指していたが、三浦側は日本の最高裁での無罪判決の確定を根拠として、「一事不再理」の原則を盾に米国捜査当局の身柄拘束を不当なものと見なし、ロサンゼルスへの身柄移送の中止と身柄の解放を訴えて、法廷で争った。9月26日に裁判所は殺人罪の逮捕状は日本で判決が確定した一事不再理にあたり無効とした上で、殺人の共謀罪については日本で裁かれていないとして有効とした。
この決定がきっかけとなって三浦はロサンゼルスへの身柄移送に同意し、10月10日にサイパンからロサンゼルス市警に身柄移送した。三浦にとっては27年ぶりのロサンゼルスであった。その後、同日にロサンゼルス市警内の留置所にて三浦が首を吊っているのを発見される。病院に搬送されるが間もなく死亡が確認された。同警察は調査により自殺として発表したが、三浦の弁護人のマーク・ゲラゴスは「遺体を検視した病理学者が自殺ではなく他殺であったと結論づけた」と主張した。

## ジェイン・ドウ・88事件
1979年5月4日に、ロサンゼルス郊外で身元不明のミイラ化した東洋系女性の遺体が発見された。この遺体は当初は「身元不明の88人目の女性遺体」ということで「ジェイン・ドウ・88（Jane Doe 88）」と呼称されていた（米国では身元不明、もしくは匿名の男性を「John Doe」、女性を「Jane Doe」と呼ぶ慣わしがある）。
1984年3月29日に歯型による遺体照合により身元が確認された。女性は1979年に行方不明になっていた女性Dであり、Dには夫がいたが三浦と1977年から交際していた。1978年2月には三浦の経営する会社の取締役に就任、同年6月から2人は同棲し、翌1979年3月にDが夫と正式離婚。その後「北海道に行く」とDは言い残し行方不明になっていた。3月29日、ロサンゼルスにDの入国記録があり、ホテル・ホリディイン・ハリウッドに宿泊していた。三浦は3月27日にロサンゼルスに入り、4月6日に帰国した。
三浦は、Dの口座に5月8日に振り込まれた前夫からの慰藉料である426万円を、5月18日から6月12日までに計42回にわたり引き出していた。後日、三浦はDに金を貸しており、「アメリカ（合衆国）から送られてきたDのキャッシュカードを使い、自分で引き出して返してもらっただけ」と供述した。
この事件も妻A殺害事件と同じくマスコミに嫌疑にかけられ、「もう一つのロス疑惑」として報道されたが、証拠不十分のため日本では三浦は立件されなかった。ところが米国捜査当局は三浦が自殺する直前にD殺人容疑で訴追、再逮捕する方針を固めていたことを現地時間2009年1月10日に元捜査官が明らかにした。
元捜査担当者によると、DNA鑑定のような新たな証拠が発見されたわけでなく、Dの渡米理由が三浦に会いに行くこと以外に考えられない、三浦が被害者の銀行口座から合計426万円を引き出していたことなど8点を指摘。状況証拠に基づき三浦の単独犯行と断定。三浦が死亡する直前の段階で死刑求刑が可能な第1級殺人と窃盗容疑で近く逮捕状を請求する方針を固めており、捜査トップにも報告していた。もし訴追されたとしても裁判所が起訴を認めたかどうかは不明である。
ロサンゼルス市警は1月14日に記者会見し、三浦がDを殺害した容疑者だったと結論づける捜査結果を公式に発表した。三浦の弁護側はロサンゼルス・タイムズ紙に「死人に鞭打つとは滅多にない話だ」とコメントしている。

## 名誉毀損訴訟
三浦はマスコミによるネガティブな報道に対し、名誉毀損を理由に弁護士を代理に立てずに民事訴訟（いわゆる本人訴訟）を起こす。マスコミに対する名誉毀損の訴訟は476件にものぼる。三浦は訴訟の内80%で勝訴していると主張している（15%は時効を理由とし、5%は時効以外の理由による敗訴）。
疑惑報道の先鞭をつけた週刊文春に対する訴訟では、裁判所は「銃撃事件の三浦関与説の記述」については相当の理由があるとして名誉毀損を否定したが、「未成年時代の非行を銃撃事件と結びつけた記述」のみ関連性が薄いとして名誉毀損を認定して100万円の支払いを命じている。
スポーツ新聞「東京スポーツ」への名誉毀損訴訟では、マスメディアでありながら東スポ側が「東スポの記事を信用する人間はいない」と主張し、一審では三浦の名誉毀損を棄却された（上訴審では名誉毀損が認められた）。
現在は容疑者の人権を守るために、逮捕や連行の場合は警察は頭から衣服をかぶせたり全体や手錠をシートで遮断するなどの措置が、報道機関ではVTRに手錠が映った場合はモザイク処理あるいはぼかし処理を施すなど自主規制をしている。これは1985年9月11日に三浦が逮捕において警察が連行中に、報道関係者の写真撮影用に腰縄・手錠姿を撮影させた際、三浦はこれを「有罪が確定していない被疑者を晒し者にする人権侵害だ」として提訴して三浦が勝訴したことがきっかけとなった。
なお、1984年にある週刊誌に掲載された三浦のプライベート写真を撮影したカメラマンは、その8年後の1992年3月に市川一家4人殺害事件に巻きこまれて殺害されている。

## 関連書籍
- 北岡和義『13人目の目撃者―三浦事件「ロスからの報告書」』恒友出版、1984年9月。
- 安倍隆典 『三浦和義との闘い―疑惑の銃弾』 文藝春秋、1985年10月。ISBN 978-4163398204。
- 週刊文春特別取材班『疑惑の銃弾 総集篇 三浦和義逮捕の原点になった歴史的ドキュメント』ネスコ〈NESCO books〉、1985年10月。ISBN 978-4890360147。
- 有識者の会『ロス疑惑判決予想あなたが選ぶ、三浦の処刑方法』 情報研究所、1986年5月。ISBN 978-4924442320。
- 三浦和義『情報の銃弾  検証「ロス疑惑」報道』、日本評論社、1989年3月。ISBN 978-4535577848。
- 飯室勝彦『報道の中の名誉・プライバシー「ロス疑惑」にみる法的限界』現代書館、1991年9月。ISBN 978-4768455968。
- ジミー佐古田（著）、小泉 摩耶（翻訳）、佐々淳行（監訳）『日米合同捜査 ロス検事局と警視庁捜査第一課』講談社、1996年10月。ISBN 978-4062084444。
- 足立東『ロス疑惑三浦事件』霞出版社、1995年2月。ISBN 978-4876022120。
- 現代人文社編集部 編『11年目の「ロス疑惑」事件 一審有罪判決への疑問』現代人文社〈Genjinブックレット 4〉、1997年2月。ISBN 978-4906531233。
- 島田荘司 『三浦和義事件』 角川書店、1997年11月。ISBN 978-4048730082。角川文庫、2000年10月。ISBN 978-4041682050。
- 三浦和義 『弁護士いらず 本人訴訟必勝マニュアル』 太田出版、2003年6月。ISBN 978-4872337563。
- 持統院ゆきむら 『2008真実は何処に』 amazon 電子書籍、2013年12月。
- 弘中惇一郎『無罪請負人刑事弁護とは何か?』 KADOKAWA〈角川oneテーマ21〉、2014年4月。ISBN 978-4041107645。
- 弘中惇一郎『生涯弁護人 事件ファイル１　村木厚子 小澤一郎 鈴木宗男　三浦和義・・・・・・』講談社、2021年12月。ISBN 978-4065189030。

## 関連映画
- 『コミック雑誌なんかいらない!』（監督滝田洋二郎、1986年）
- 『三浦和義事件 ～もう一つのロス疑惑の真実～』（三浦和義事件製作委員会、企画・監督東真司、2005年）
- 『M系タクシー』（企画プロデューステリー伊藤、ディレクター菅井秀一。主演江頭2:50。2005年）